# Rising Stargrotten

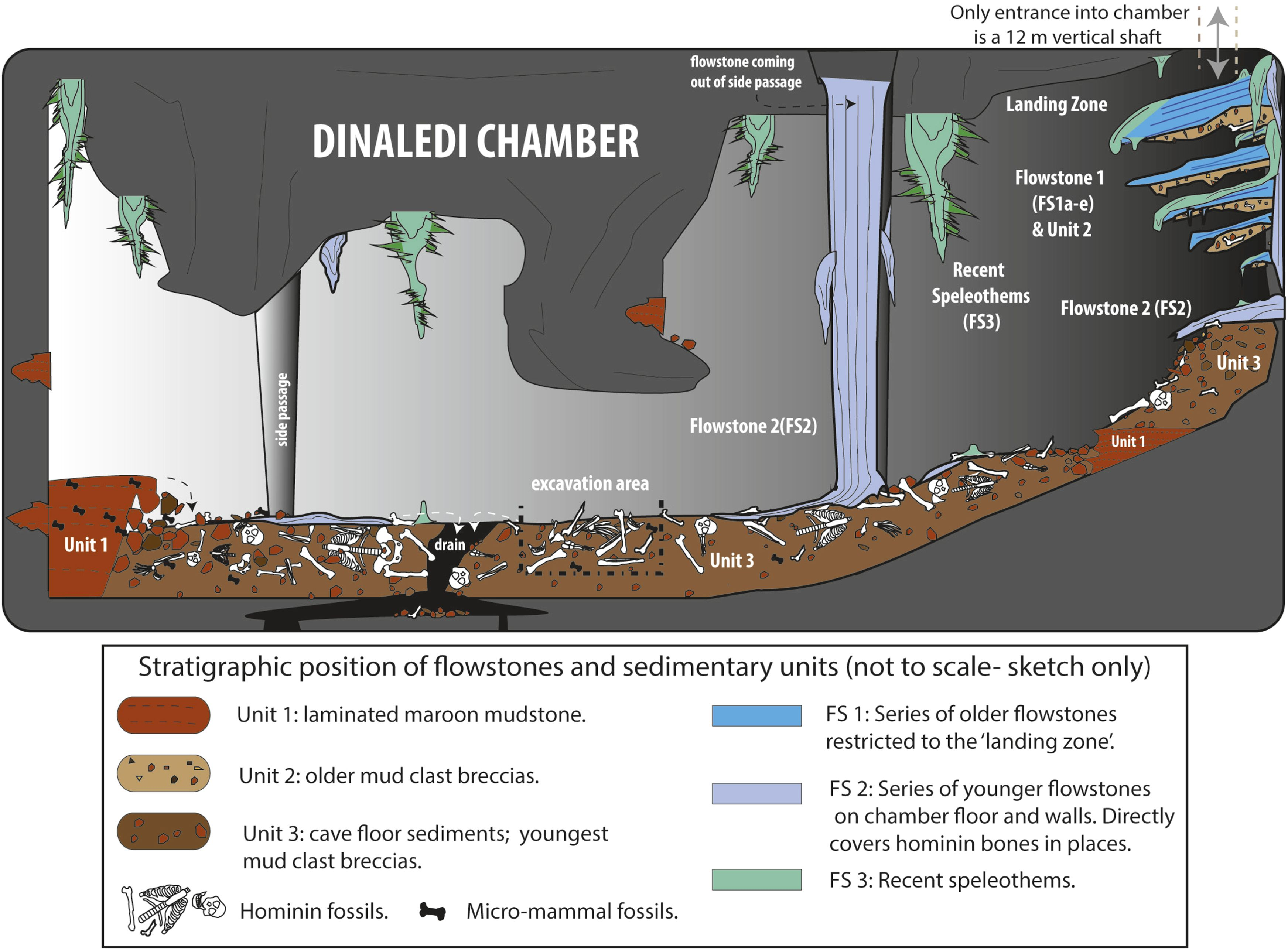
Dwarsdoorsnede van de Dinaledikamer

Rising Star is een stelsel van grotten in Zuid-Afrika nabij Swartkrans. Al sinds de jaren 60 worden ze regelmatig bezocht door recreationele speleologen. Ze werden bekend dankzij de ontdekking van een nieuwe kamer in 2013. De toen aangetroffen menselijk resten werden in 2015 toegeschreven aan de nieuwe mensensoort Homo naledi.

## Locatie en beschrijving
Het 80 meter lange grottenstelsel is gelegen in de wieg van de mensheid, een gebied dat bekendstaat om zijn rijkdom aan archeologisch materiaal en met name hominiden. De grond werd in 1968 aangekocht door de Universiteit van de Witwatersrand en in 2000 opgenomen door UNESCO op de lijst van Werelderfgoed.
De toegang tot de grotten bestaat uit een aantal tunnels die zich vernauwen tot de Superman’s Crawl, een nauwe kruipgang die uitmondt in een eerste kamer (UW-101). Een tweede ruimte is de Dinaledikamer op 30 meter onder de grond (UW-102), bereikbaar via een smalle verticale schacht.

## Ontdekking van de Dinaledikamer
De Dinaledikamer werd ontdekt tijdens een recreatief bezoek van Steve Tucker en Rick Hunter op 13 september 2013. Nadat de magere avonturiers zich toegang hadden verschaft tot de eerste kamer, troffen ze 22 meter hoog in de achterwand een scheur aan in de kalkrots. Ze lieten zich door de nauwe opening zakken (op sommige punten maar 18 cm breed) en kwamen in een ruimte waar ze een handvol tanden en een kaakbeen aantroffen. Na de nodige foto's te hebben genomen, contacteerden ze de geoloog Pedro Boshoff, die zelf in opdracht van de paleoantropoloog Lee Rogers Berger naar fossielen speurde.
Boshoff zocht Berger op, in het gezelschap van Tucker, om hem de foto's te tonen. Berger besloot onmiddellijk om prioriteit te geven aan verdere exploratie van de Rising Stargrotten. Hij vreesde uit de gefotografeerde beenderen te kunnen opmaken dat ze beroerd waren door eerdere bezoekers van de kamer. Gelet op de moeilijke toegang, deed Berger een open oproep om onderzoekers te vinden met de geschikte lichaamsbouw en expertise. Uit de kandidaten selecteerde hij zes vrouwen die het delicate veldwerk deden (K. Lindsay Eaves, Marina Elliott, Elen Feuerriegel, Alia Gurtov, Hannah Morris en Becca Peixotto).

## Menselijke resten
Op 7 november 2013 begon de eerste opgravingscampagne. De onderzoekers die zich door de schacht konden wringen, troffen de grootste collectie hominide fossielen aan die ooit in Afrika zijn gevonden. Zo'n 1200 items (beenderen, tanden) werden opgegraven uit een zacht stuk bodem van twee vierkante meter (een 10 à 20 cm diepe laag van gemengd sediment dat geen datering toeliet). Na 21 dagen werd de expeditie beëindigd om de vondsten te analyseren. In maart 2014 volgde een tweede campagne, die het aantal specimens op 1724 bracht. Na analyse bleken ze te reconstrueren tot 15 incomplete skeletten van zowel mannen, vrouwen als kinderen.
De afwezigheid van stenen werktuigen en dierlijke resten (behalve enkele vogelbotjes) heeft al aanleiding gegeven tot de theorie dat het om een begraafplaats zou gaan.
Op anatomische gronden werd aanvankelijk uitgegaan dat de resten 2 à 2,5 miljoen jaar BP oud waren, maar dit is op basis van recent onderzoek bijgesteld naar tussen de 335.000 en 236.000 jaar.